# Station Blainville-Damelevières
Station Blainville-Damelevières is een spoorwegstation in de Franse gemeente Damelevières.